# گوستاوو رگی
گوستاوو رگی (انگلیسی: Gustavo Reggi؛ زادهٔ ۲۸ مهٔ ۱۹۷۳) بازیکن سابق فوتبال اهل آرژانتین است که در پست مهاجم بازی می‌کرد.
او برای شش باشگاه در کشورش بازی کرد، همچنین در ایتالیا (دو سال و نیم) و اسپانیا (شش و نیم) در باشگاه‌های مختلف بازی کرد.